# Lycosa bonneti
Lycosa bonneti este o specie de păianjeni din genul Lycosa, familia Lycosidae, descrisă de Guy și Carricaburu, 1967.
Este endemică în Algeria. Conform Catalogue of Life specia Lycosa bonneti nu are subspecii cunoscute.